# Liste von House-Musikern
Dies ist eine Liste von House-Musikern, einem Subgenre der elektronischen Tanzmusik.

## 0–9
- 009 Sound System
- 49ers
- 808 State

## A
- A-Trak
- ABC
- Adeva
- Adonis
- Afrojack
- Alan Walker
- Alesso
- Alex Gaudino
- Alexander Marcus
- Alexandra Prince
- Alexandra Stan
- Andy Vaz
- Andrew Rayel
- Antoine Clamaran
- Armand Van Helden
- Armin van Buuren
- Arty
- Audien
- The Avalanches
- Avicii
- Axwell

## B
- Bad Boy Bill
- Bag Raiders
- The Basement Boys
- Basement Jaxx
- Bassjackers
- Basto
- Beatmasters
- Benny Benassi
- Bingo Players
- Bizarre Inc
- Black Box
- Blasterjaxx
- Blaze
- The Bloody Beetroots
- Blue Pearl
- Bob Sinclar
- BodyRockers
- Bomb the Bass
- Boogie Pimps
- Booka Shade
- Borgeous
- Boris Dlugosch
- Brooklyn Bounce
- Busy P

## C
- Calvin Harris
- CamelPhat
- Cappella
- Carl Cox
- Cash Cash
- Cassius
- Cazzette
- CeCe Peniston
- Chris Lake
- Chris Lorenzo
- The Chainsmokers
- Chip E.
- Chocolate Puma
- Chris Lake
- Club 69
- Colonel Abrams
- Corona
- Crookers
- Crystal Waters

## D
- Dada Life
- Daft Punk
- Dannic
- Dani Koenig
- Dannii Minogue
- Danny Tenaglia
- Dave Audé
- David August
- David Guetta
- David Morales
- David Vendetta
- deadmau5
- Deborah Cox
- Deee-Lite
- Dev
- Diana King
- Dimitri from Paris
- Dimitri Vegas & Like Mike
- Dina Carroll
- Dirty South
- Dirty Vegas
- Disclosure
- The Disco Boys
- DJ Antoine
- DJ Falcon
- DJ Sneak
- DJ Spinna
- DJ Tonka
- DJ Vibe
- Don Diablo
- Donna Allen
- Donna Summer
- Dream Frequency
- Duck Sauce
- DVBBS

## E
- Eddie Amador
- Eddie Thoneick
- Edward Maya
- EDX
- Eric Prydz
- Erick Morillo
- Etienne de Crécy
- Evelyn Thomas

## F
- Faithless
- Fast Eddie
- Fatboy Slim
- Fedde Le Grand
- Feed Me
- Felix da Housecat
- Felix Jaehn
- FISHER
- Flume
- François Kevorkian
- Frankie Knuckles
- Funkerman

## G
- Gabrielle
- General Levy
- Gigi D’Agostino
- Global Deejays
- Groove Armada
- A Guy Called Gerald
- Guy Gerber

## H
- Hardwell
- Harry Romero
- Heather Small
- Hi Tack
- The Human League
- Havana Brown

## I
- Ian Pooley
- iiO
- India
- Infernal
- Inna
- Ian Carey
- Ivan Gough

## J
- Jaded
- Jam & Spoon
- Jimi Siebels
- Jocelyn Brown
- Jocelyn Enriquez
- Joey Beltram
- Joey Negro
- John Digweed
- John Dahlbäck
- Joris Delacroix
- Josh Wink
- JS-16
- Julian Calor
- Julian Jordan
- Junior Jack
- Junior Vasquez
- Junkie XL

## K
- Kaskade
- Kavinsky
- Kerri Chandler
- King Britt
- The KLF
- Knife Party
- Krewella
- Kristine W
- Kygo
- Kym Mazelle

## L
- La India
- Larry Levan
- L.A. Style
- La Bouche
- Laidback Luke
- Larry Heard
- Laurent Garnier
- Laurent Wolf
- Leftfield
- Lenny Fontana
- Lil’ Louis
- Linda Clifford
- Livin’ Joy
- Liz Torres
- Loleatta Holloway
- Lost Frequencies

## M
- M People
- Madeon
- Madison Avenue
- Magic Affair
- Marc Kinchen
- Marshall Jefferson
- Martha Wash
- Martin Garrix
- Martin Solveig
- Masters At Work
- Matthew Dear
- Mauro Picotto
- Maya Jane Coles
- Michael Gray
- Michael Rahimzadeh
- Moguai
- Moloko
- Mondo Grosso
- Monika Kruse
- Moodymann
- Morgan Geist
- Mousse T.
- Move D
- Mr. Oizo
- MSTRKRFT
- Mylo

## N
- Nadia Ali
- Narcotic Thrust
- NERVO
- Nicky Romero
- Noisia
- NTO

## O
- Oceanic
- Oliver Heldens
- One-T
- Otto Knows

## P
- Paul Oakenfold
- Pete Tong
- Peter Rauhofer
- Phuture
- Pierre Piccarde
- Planet Funk
- Porter Robinson
- Paul van Dyk

## R
- R3hab
- Regi Penxten
- Robbie Rivera
- Robin S.
- Robin Schulz
- Roger Sanchez
- Ron Carroll
- Röyksopp
- RuPaul

## S
- S’Express
- Saint Etienne
- Sander Kleinenberg
- Sander van Doorn
- Sasha
- Seamus Haji
- Sebastian Ingrosso
- Sébastien Léger
- The Shapeshifters
- Shouse
- Showtek
- Sidney Samson
- Silicone Soul
- Slam
- Sonique
- Splash
- Stardust
- Stereo MCs
- Steve Hurley
- Steve Angello
- Steve Aoki
- Stromae
- Supermode
- Swayzak
- Swedish House Mafia

## T
- Taylor Dayne
- Tiefschwarz
- Theo Parrish
- Tiësto
- Timo Maas
- Tocadisco
- Todd Terry
- Tom Middleton
- Tommy Trash
- Tom Novy
- Tom Wilson
- Trentemøller
- TV Rock
- Theo Keating

## U
- Ultra Naté
- Underworld
- Urban Cookie Collective
- Ursula Rucker

## V
- Vika Jigulina

## W
- Wamdue Project
- Way Out West (Musikprojekt)
- Weiss (UK)
- Whirlpool Productions
- Wolfgang Gartner
- Worakls

## Y
- Yves Larock
- Yves Deruyter

## Z
- Zedd
- Zhu